# 陳柏熹 (足球運動員)

陳柏熹（Chan Pak Hei，1997年3月26日—），生於香港，香港足球運動員，司職翼鋒，他在2015年6月22日舉行的U18足總盃決賽於完場前補時階段，離門40碼射入世界波，協助太陽飛馬以2–1絕殺標準流浪，奪得U18足總盃冠軍，他亦憑這個精彩入球一戰成名紅爆網絡，更被譽為香港足球接班人，在2016年2月3日首次上陣便取得在職業賽事的第一個入球，在美國弗雷斯諾太平洋大學留學和參加大學足球聯賽，曾效力香港甲組聯賽球會凱景。

## 球員生涯
陳柏熹生於香港，陳柏熹在區隊，傑志青訓，東方青訓中脫穎而出，獲派到英國史丹福球接受訓練。之後亦加入港隊青訓。
2023年，擁有大力射球，積極防守，強硬身軀的陳柏熹獲東方足球隊正式羅致成為職業球員，但東方未有讓他有足夠的上場時間。
2025年，加入港超聯球隊港會。

## 家庭生活
陳柏熹的母親張秋玲是前香港女子足球代表隊代表、前廣東省省隊成員、及傑志女子足球隊教練，從小便發現他有足球天份，所以十分支持他在足球方面發展，陳柏熹才踏上足球之路。

## 榮譽
香港飛馬
- 香港足總盃冠軍（2015–16季度）
- 香港菁英盃冠軍（2015–16季度）

## 外部連結
- 香港足球總會網頁球員資料 （页面存档备份，存于）